# Koufália
Koufália, en grec moderne : Κουφάλια, est un village et un ancien dème du district régional de Thessalonique, en Macédoine-Centrale, Grèce. Depuis 2010, il est fusionné au sein du dème de Chalkidóna.
Selon le recensement de 2011, la population du dème compte 10 579 habitants tandis que celle de la localité s'élève à 7 850 habitants.